# Lauf (Baden-Württemberg)
Lauf è un comune tedesco di 3 987 abitanti,  situato nel land del Baden-Württemberg.